# أنبوب حراري

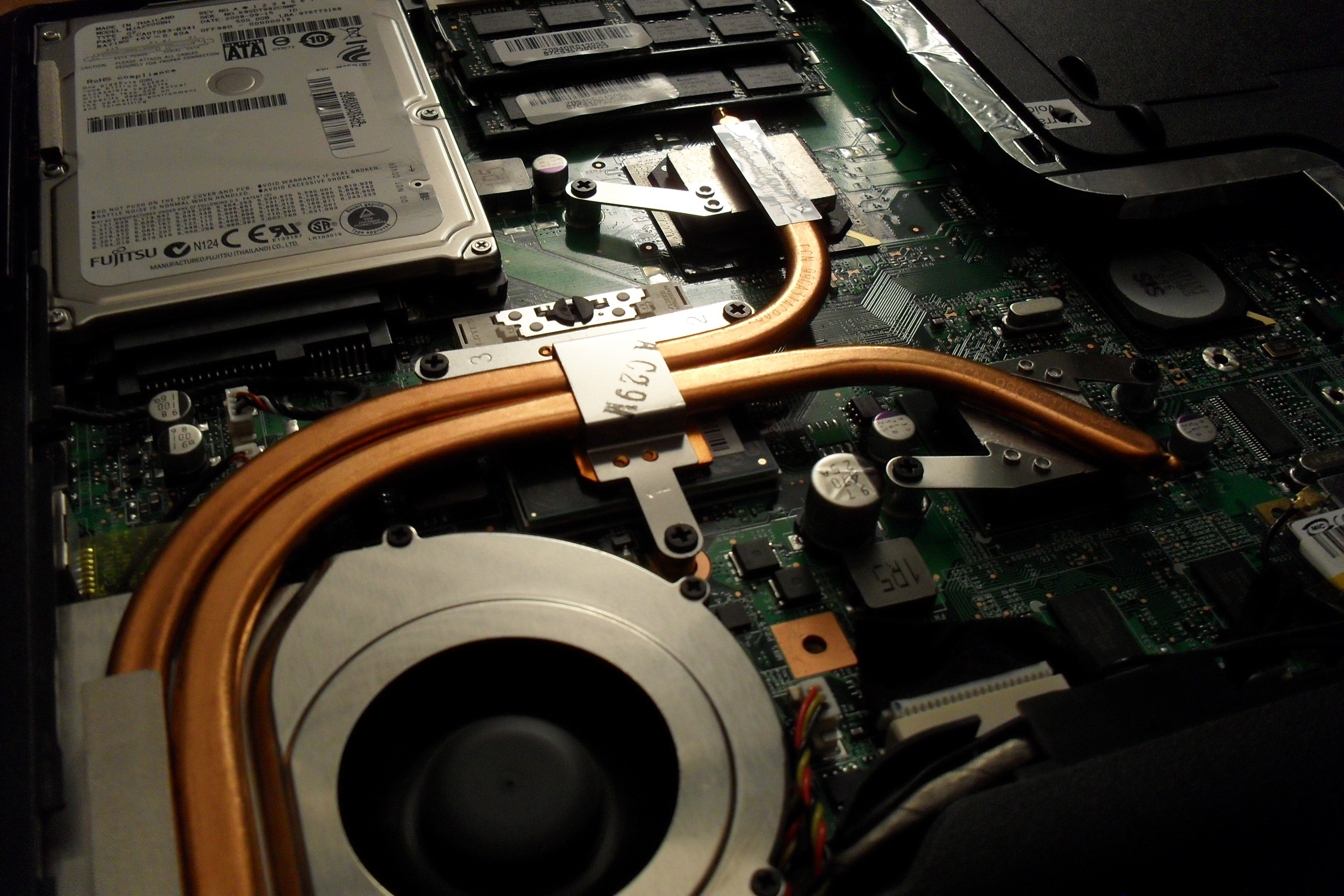
نظام أنبوب حراري في جهاز كمبيوتر محمول.

الأنبوب الحراري هو أنبوب يحتوي على كمية صغيرة من سائل طيار ومادة مسامية مالئة ويستخدم في المبادلات الحرارية،  حيث يزاوج بين مبدئي الناقلية الحرارية والتحول الطوري، وذلك لتأمين انتقال الحرارة بشكل فعّال بين سطحين فاصلين صلبين.
يوضع أحد طرفي الأنبوب في الوسط الساخن، ويوضع الطرف الآخر في الوسط المراد تسخينه . يتبخر السائل عند الطرف الساخن ويتصاعد البخار إلى الطرف البارد فيتكثف مطلقًا حرارة التكثف الكامنة إلى الوسط البارد. يعود المتكاثف مرة أخرى إلى الطرف الساخن عبر المادة المالئة. ينتج عن تكرار هذه العملية انتقال الحرارة بسهولة وبكثافة عالية من الوسط الساخن إلى الوسط البارد.

## البنية، التصميم، الإنشاء
يتكون أنبوب حرارة عادي من ماسورة مغلقة أو أنبوب مختوم مصنوع من مادة تتوافق مع المائع العامل، كالنحاس للماء، أو الألمنيوم لأنابيب الحرارة العاملة على الأمونيا. عادةً، تستخدم مضخة سحب (مخلية هواء) لإزالة الهواء من أنبوب الحرارة الفارغ. يملأ أنبوب الحرارة جزئيًّا بمائع عامل ثم يختَم (يحكَم إغلاقه). تُختار كتلة المائع العامل بحيث يحوي أنبوب الحرارة كلّا من السائل والبخار ضمن مجال درجات الحرارة عند التشغيل.
تحت درجة حرارة التشغيل، يكون السائل باردًا جدًّا ولا يمكن أن يتبخر إلى غاز. فوق درجة حرارة التشغيل، يكون كل السائل قد تحول إلى غاز، ودرجة حرارة الوسط المحيط مرتفعة جدًّا على أن يتكاثف أي من الغاز. بتعبير آخر، سواءً كانت درجة الحرارة مرتفعة جدًّا أو منخفضة جدًّا، يظل التوصيل الحراري ممكنًا عبر جدران أنبوب الحرارة، لكن بمقدار انتقال حراري أقل بكثير.
تُختار الموائع العاملة (موائع التشغيل) حسب درجات الحرارة التي ينبغي على أنبوب الحرارة أن يعمل عندها، بأمثلة تتراوح من الهيليوم السائل للتطبيقات التي تحتاج درجات حرارة شديدة الانخفاض (2-4 كلفن) إلى الزئبق (523-923 كلفن)، والصوديوم (873-1473 كلفن)، وحتى الإنديوم (2000-3000 كلفن) لدرجات الحرارة شديدة الارتفاع. تستخدم الأكثرية الغالبة من أنابيب الحرارة للتطبيقات التي تعمل عند درجة حرارة الغرفة الأمونيا (213-373 كلفن)، أو الكحول (الميثانول (283-403 كلفن) أو الإيثانول (273-403 كلفن) أو الماء (298-573 كلفن) كمائع تشغيل. تمتلك أنابيب الحرارة النحاسية/المائية غلافًا نحاسيًّا، وتستخدم الماء مائعًا عاملًا وتعمل عادةً ضمن مجال درجات حرارة من 20 إلى 50 درجة مئوية. تُملأ أنابيب الحرارة المائية من خلال تعبئتها جزئيًّا بالماء، وتسخينها حتى يغلي الماء ويزيح الهواء، ثم ختمها وهي ساخنة.
يجب أن يحوي أنبوب الحرارة سائلًا مشبعًا وبخاره (الطور الغازي) ليستطيع نقل الحرارة. يتبخر السائل المشبع وينتقل إلى المكثف، حيث يُبرد ويعاد إلى السائل المشبع. في أنبوب حرارة معياري: يعاد السائل المتكاثف إلى المبخر باستخدام بنية على شكل فتيل تؤثر بخاصية الأنابيب الشعرية على الطور السائل للمائع العامل. يمكن أن تكون البنى المستخدمة في أنابيب الحرارة كأنابيب شعرية مساحيق معدنية مضغوطة، أو شاشًا، أو أنابيب شعرية مخددة، وهي مخددة بسلسلة حفر طولية موازية لمحور الأنبوب. عند توضع المكثف فوق المبخر ضمن حقل ثقالي، يمكن أن يعود المائع بالأثر الثقالي (الجاذبية). في هذه الحالة يكون أنبوب الحرارة سيفونًا حراريًّا (ترموسيفون أو مثعب حراري). أخيرًا، تستخدم أنابيب الحرارة الدوارة قوى طرد مركزي لإعادة السائل من المكثف إلى المبخر.
لا تحوي أنابيب الحرارة أجزاء ميكانيكية متحركة ولا تتطلب عادةً أي صيانة، لكن يمكن للغازات غير القابلة للتكاثف التي تنتشر عبر جدران الأنبوب، ناتجةً عن انهيار المائع العامل أو عند بقاء شوائب في المادة، يمكن أن تقلل فعالية الأنبوب في نقل الحرارة.
تمتاز أنابيب الحرارة عن العديد من وسائل تبديد الحرارة الأخرى بفعاليتها الكبيرة في نقل الحرارة. يمكن لأنبوب قطره إنش واحد وطوله قدمان أن ينقل ما مقداره 3.7 كلفن (12.500 كلفن في الساعة) عند درجة حرارة 1800 كلفن (980 كلفن) بانخفاض لا يتجاوز كلفن (10 كلفن) بين الطرفين. أظهرت بعض أنابيب الحرارة تدفقًا حراريًّا يتجاوز 23 كلفن، ما يعادل أربعة أضعاف التدفق الحراري عبر سطح الشمس.

### المواد المستخدمة في أنابيب الحرارة والموائع العاملة
تمتلك أنابيب الحرارة غلافًا، وأنبوبًا شعريًا، ومائعًا عاملًا. تصمم أنابيب الحرارة للتشغيل طويل الأمد دون الحاجة لإصلاحات، لذا يجب أن يكون جدار الأنبوب والأنبوب الشعري والمائع العامل متوافقين. بعض أزواج المواد/الموائع العاملة التي تبدو أنها متوافقة لا تكون كذلك في واقع الأمر. مثلًا، تتشكل في حالة وجود الماء في غلاف من الألمنيوم كميات كبيرة من الغاز غير القابل للتكاثف خلال بضع ساعات أو بضعة أيام، ما يمنع عمل أنبوب الحرارة بشكل طبيعي.
منذ أعيد اكتشاف أنابيب الحرارة من قبل جورج غروفر عام 1963، أجريت اختبارات تحديد عمر مطولة لتحديد أزواج الغلاف/المائع المتوافقة، بعضها استمر لعقود. في اختبار تحديد عمر أنبوب، تشغل الأنابيب لفترات زمنية طويلة، وتراقب المشاكل التي تظهر كتوليد الغاز غير القابل للتكاثف، انتقال المادة، والاهتراء.
تشمل أكثر أزواج الأغلفة (والأنابيب الشعرية) مع الموائع استخدامًا:
- غلاف نحاسي مع مائع عامل مائي لتبريد الإلكترونيات. هذا أكثر الأنواع شيوعًا بفارق كبير عن سواه.
- غلاف نحاسي أو فولاذي مع وسيط التبريد كمائع تشغيل في استخدامات استرجاع الطاقة في أنظمة التدفئة والتهوية وتكييف الهواء (إتش فّاك).
- غلاف من الألمنيوم مع مائع عامل من الأمونيا للتحكم الحراري بمركبات الفضاء.
- غلاف من الخلائط الفائقة مع معادن قلوية (سيزيوم، بوتاسيوم، صوديوم) تعمل كمائع عامل لأنابيب الحرارة التي تعمل عند درجات حرارة مرتفعة، يشيع استخدامها أكثر شيء لمعايرة أجهزة قياس درجات الحرارة الأساسية.

هناك أزواج أخرى كالفولاذ المقاوم للصدأ (الستانلس ستيل) مع  أي من (النتروجين، الأكسجين، الهيدروجين، الهيليوم) كمائع تشغيل عند درجات حرارة أقل من 100 كلفن، أنابيب الحرارة نحاس/ميثانول لتبريد الإلكترونيات عندما يتطلب التطبيق عمل أنبوب الحرارة تحت المجال الذي يسمح به الماء، أنابيب تسخين الألمنيوم/إيثان للتحكم الحراري بالمركبات الفضائية في بيئة تتجمد فيها الأمونيا، أنابيب تسخين (غلاف مكون من معدن حراري/ليثيوم كمائع تشغيل) لتطبيقات تحتاج درجات حرارة مرتفعة (فوق 1150 درجة مئوية).

### الأنواع المختلفة لأنابيب الحرارة
بالإضافة إلى النوع التقليدي ثابت الموصلية الحرارية، هناك عدد من الأنواع الأخرى لأنابيب الحرارة:
- حجرات البخار (أنابيب الحرارة المستوية)، والتي تستخدم لتحويل التدفق الحراري، والتثبيت الحراري للسطوح.
- أنابيب التسخين متغيرة الموصلية، والتي تستخدم غازًا غير قابل للتكاثف لتغيير الموصلية الحرارية الفعالة لأنبوب الحرارة عند تغير شروط الاستطاعة أو المصرف الحراري.
- أنابيب الحرارة متغيرة الضغط، وهي أنابيب حرارة متغيرة الموصلية يمكن فيها تغيير مساحة المخزن الحراري، أو تغيير كتلة الغاز غير القابل للتكاثف، لإعطاء تحكم أكثر دقة بدرجات الحرارة.
- أنابيب الحرارة ثنائية القطب (ديود)، والتي لها موصلية حرارية مرتفعة في الاتجاه المباشر، ومنخفضة في الاتجاه العكسي.
- السيفونات الحرارية (الترموسيفون)، وهي أنابيب حرارة يعاد فيها السائل إلى المبخر بقوى الثقالة/التسارع.
- أنابيب الحرارة الدوارة، حيث يعاد السائل إلى المبخر بقوى الطرد المركزي.